# HMS Challenger (1902)
HMS Challenger (Корабль Его Величества «Челленджер») — бронепалубный крейсер 2-го класса британского Королевского флота. Принадлежал к одноимённому типу крейсеров.

## Служба
Служба крейсера официально началась 30 мая 1904 года. Вскоре корабль направили служить на Австралийскую станцию. 10 октября 1912 года крейсер вывели в резерв. После начала Первой мировой войны «Челленджер» вернули к активной службе и включили в состав 9-й эскадры крейсеров, действовавшей в западно-африканских водах. Позднее крейсер перевели в восточно-африканские воды.
В 1920 году крейсер был продан на слом.